# 巴祝大屠杀
巴祝大屠杀（越南语：／）是由紅色高棉領導的柬埔寨革命軍於1978年4月18日至4月30日在越南安江省巴祝社犯下的戰爭罪行，入侵越南的赤柬軍將當地村民押往寺廟與學校內虐殺，之後數日間逃往山內的居民也被屠殺，造成3,157人遇难，幾乎全部的被害者都是被射殺、刺殺或斬首。

## 背景
越南和柬埔寨的共產黨人在越南戰爭期間結盟與美國支持的政府作戰，但在夺取政權後紅色高棉領導層開始清洗自己隊伍中受過越南培訓的人員，隨後開始入侵越南。1975年5月3日，紅色高棉派军入侵富国岛，随后於5月10日侵占土珠岛，杀害了528名越南平民，6月14日被越南人民軍驱离。
儘管發生了衝突，但統一後的越南和柬埔寨的領導人在1976年期間進行了幾次公開外交交流来強調两国之間所謂的牢固關係，然而柬埔寨于1977年3月15日至18日在堅江省和3月25日至28日在安江省再次發动跨境襲擊，4月30日、5月17日和5月19日發生了更多襲擊，造成222名平民死亡，在5月17日的襲擊中紅色高棉砲擊了安江省的省會朱篤市。1977年9月25日中秋节，紅色高棉在柬越邊境全线发起攻击，深入西宁省境内约10公里，杀害当地592名居民。

## 战争罪行
1978年4月18日，紅色高棉軍隊越過越南邊境，包圍了邊境上的巴祝社，切斷了通往該鎮的所有道路，隨後開始逐户搶劫貴重物品並殺死牲畜，然後將房屋燒毀。紅色高棉士兵將抓獲的大約800名平民圍捕到當地學校和三寶寺附近的荒地，將他們槍殺、割喉或用棍棒毆打致死，儿童被拋到空中然後被刺刀刺死，婦女被強姦並被用木棍侵入生殖器致死。4月20日，紅色高棉包圍了試圖躲在飛來寺中避難的平民，並向寺内開火，當場造成約80人死亡，40個躲在佛桌下的平民被紅色高棉投擲的手榴彈擊中，39人當場死亡，只有一位躲在角落的女子逃過一劫，剩下的一百多人試圖向紅色高棉士兵投降时被屠殺。許多平民從鎮上的大屠殺中逃脫並試圖躲在鎮外象山的山洞中，紅色高棉使用追踪犬跟隨平民進入山洞，向山洞內投擲手榴彈並射殺躲藏的平民。到4月30日，紅色高棉在越南軍隊趕來之前從巴祝社撤退，留下的地雷造成約200人死傷。到大屠殺結束時，已有3,157名平民喪生。
大屠殺的幸存者阮文敬講述：“我的妻子，四個孩子和六個孫輩都被殺了，開槍前他們強迫我們交出所有的珠寶和財產，我醒來時環顧四周，當我看到我的外孫女抱著我親愛的女兒的乳房一動不動地躺在血泊中時，我傻眼了。”他在黑夜的掩護下從一堆屍體中爬出來躲進象山的一個山洞裡，那時“那些被波爾布特殘害的人的悲鳴聲並沒有停止”。另一名幸存者何氏娥與父母、兄弟姐妹、丈夫和六個孩子一起被擄到邊境附近遭到殘酷毆打，她的小女兒頭部被鐵棍連續擊中3次，尖叫著“媽媽！媽媽！救救我！”當她恢復意識時，全家人都死了。和父母逃到三寶寺的女孩阮氏玉霜和在寺内避難的村民被紅色高棉趕到廟外的荒地，在那裏他們被集體槍殺，阮氏玉霜被子彈擊中頭部，但未造成致命傷而幸存，紅色高棉撤離後躲在屍體堆中的她被救到醫院。

## 後續
1978年底，波尔布特动用十个师準備再次發起侵略越南的战争，在此背景下，1978年12月7日，越共中央政治局、中央军委通过了討伐波尔布特集团的決定，越南人民軍迅速擊潰赤柬軍隊，推翻了波爾布特政權，終結了紅色高棉大屠殺。
戰爭結束後，1979年安江省政府在巴祝社為遇難者建立了陵園，每年的农历三月十五和十六为死難者举行集体祭祀仪式，1980年7月10日，越南政府將遇難者陵園和用作屠殺的三寳寺和飛來寺列為國家級歷史遺蹟，2011年安江省撥款300亿越南盾對遇難者陵園進行重修，陵園占地5公顷，包括面积500平方米的墓室和展示現場图片及实物的紀念館。紀念館中展示現場照片和紅色高棉用來進行大屠殺的長矛、棍棒等凶器，墓室存放著1,159名無人收殓的大屠殺遇難者的遺骨，其中1,017個頭骨已按年齡和性別鑑定，包括嬰兒29人，16~20歲女孩88人，21~44歲女性155人，41~60歲女性103人，60歲以上女性86人，16~20歲男性23人，21~40歲男性79人，41~60歲男性162人，60歲以上男性38人，其餘遇難者遺體或是已被親人埋葬，或是還遺留在象山的山洞中，因為有些洞太深，無法將遺體抬出來，親人們只好用土把洞填滿。